# 郡山南拠点
郡山南拠点（こおりやまみなみきょてん）とは、福島県郡山市が整備した土地区画整理事業地の名称である。
かつて、東洋一の規模と言われた旧国鉄郡山操車場（現在の郡山貨物ターミナル駅）の操車場機能が廃止され、余った広大な土地の再開発として、コンベンション都市を目指す市の中核であるビッグパレットふくしまを核とした副都心にするため整備が進められた。
将来は福島県の合同庁舎の当地への移転が予定されている他、東北本線の新駅の構想がある。

## 歴史
- 1965年（昭和40年） - 旧国鉄郡山操車場（後の郡山貨物ターミナル駅）が開設される
- 1974年（昭和49年） - 区域内に山口倉庫が運営するイベントホール「郡山セントラルホール」が開業し、以後、プロレスなどの興行に利用される[3]
- 1984年（昭和59年） - 郡山貨物ターミナル駅の操車場機能が廃止される
- 1995年（平成7年） - 区画整理事業開始
- 1996年（平成8年） - 区域内にある荒井猫田遺跡の発掘が行なわれ、奥大道とみられる道路や中世の町が発見される[4]
- 1998年（平成10年） - ビッグパレットふくしまが開館
- 2000年（平成12年） - 区画整理に伴い、区域内のイベントホール「郡山セントラルホール」が閉鎖[3]、跡地は後にフレスポ郡山の一部となる

## 事業詳細
- 面積：約347,000m2（34.7ha）[1]
- 概算事業費：約180億円[5]
- 事業期間：1995年（平成7年）度から2009年

## 主な施設

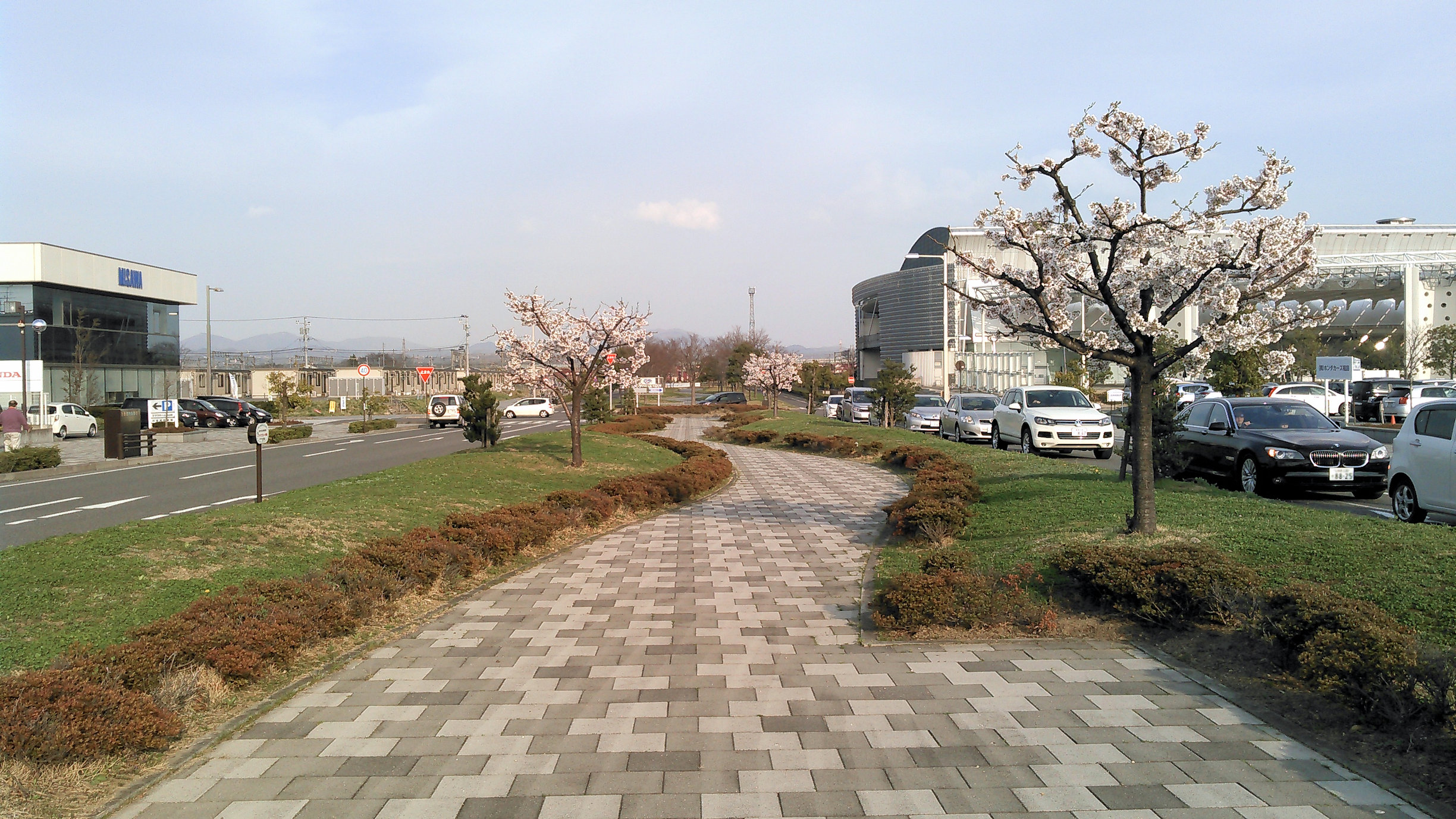
50m道路 郡山南中央線

### 道路・橋
- 福島県道17号郡山停車場線（旧国道4号）
- 国道49号
- 郡山南中央線 - 中央に遊歩道のある緑地帯を設けた幅50m[6]の道路、ビッグパレット北側

### 公共施設
- ビッグパレットふくしま
- 川内村役場郡山出張所
- 福島県郡山合同庁舎（予定）

### 商業施設
- ニトリ郡山店
- ホテルルートイン郡山
- 金美堂オペラ店
- フレスポ郡山
- スーパーオートバックス郡山南店
- 四季工房郡山本社・郡山ショールーム

## 住居表示の変更
郡山市川向、城清水、深田台、安積町荒井字庚段、安積町荒井字撫子東、安積町荒井字猫田、安積町荒井字人星段、安積町荒井字南千保、安積町日出山字北千保などの一部の住居表示が郡山市南一丁目、南二丁目へ変更された。